# Doi Jóicsi
Doi Jóicsi (Kumamoto, 1973. július 25. –) japán válogatott labdarúgó.
A japán válogatott tagjaként részt vett a 2006-os világbajnokságon.

## Statisztika
| Japán válogatott | Japán válogatott | Japán válogatott |
| Időszak          | Mérk.            | gól              |
| ---------------- | ---------------- | ---------------- |
| 2004             | 2                | 0                |
| 2005             | 2                | 0                |
| Összesen         | 4                | 0                |